# Теорія палеолітичної безперервності
Теорія палеолітичної безперервності (англ. Paleolithic Continuity Theory, італ. La teoria della continuità) (з 2010 року розробники використовують також назву парадигма палеолітичної безперервності) — гіпотеза, згідно з якою праіндоєвропейська мова сформувалася у пізньому палеоліті, що на кілька тисячоліть раніше, ніж передбачається іншими гіпотезами (мідна доба або неоліт).
Теорія сформувалася у 1990-х роках, коли кілька істориків, археологів і лінгвістів незалежно один від одного запропонували подібні теорії про походження індоєвропейської мови. Надалі, прихильники гіпотези сформували робочу групу з розвитку теорії палеолітичної безперервності. Одними з основних розробників та популяризаторів теорії є італійський лінгвіст Маріо Аліней і бельгійський історик Марсель Отте. Найповніше теорія палеолітичної безперервності викладена в роботі Алінея «Origini delle Lingue d'Europa», опублікованій в двох томах у 1996 і 2000 році.

## Основні положення
В рамках гіпотези критикуються домінуючі альтернативи: курганна гіпотеза, висунута Марією Гімбутас, та анатолійська гіпотеза, яку висунув Колін Ренфрю. Обидві конкурентні гіпотези припускають широкомасштабне переселення індоєвропейців на територію Європи (в першому випадку, через військовий напад в мідну добу, у другому — мирним шляхом через поширення землеробства в добу неоліту). Маріо Аліней не знаходить археологічних чи інших свідчень, що дозволяють зробити висновок про значні міграції до Європи в цей період і тим самим має на увазі неспроможність пропонованих теорій. У відсутності доказів у інших гіпотез Аліней вважає, що вік праіндоєвропейської мови повинен бути збільшений. На його думку, ця мова могла виникнути і розвиватися безпосередньо на території Європи у зв'язку з консервативністю і тривалістю лінгвістичних процесів. Таким чином, передбачається, що корінне населення Європи вже в пізньому палеоліті (відразу після відступу льодовика) було праіндоєвропейське (як мінімум в лінгвістичному сенсі).